# Leichtathletik-Halleneuropameisterschaften 2027
Die 39. Leichtathletik-Halleneuropameisterschaften sollen vom 4. bis zum 7. März 2027 in der spanischen Stadt Valencia stattfinden. Am 19. April 2024 vergab das Council der European Athletic Association (EAA) die Veranstaltung auf ihrem 173. Treffen in der italienischen Hauptstadt Rom an Valencia. Für die Wettkämpfe ist, wie 1998 der Palacio Velódromo Luis Puig vorgesehen. Nach 1998 machen die Titelkämpfe zum zweiten Mal Station in der Stadt. Zudem war man Austragunngsort der Leichtathletik-Hallenweltmeisterschaften 2008. Daneben war Spanien auch 1968 (als Europäische Hallenspiele), 1986 und 2005 mit der Hauptstadt Madrid Schauplatz der EM. Hinzu kam 1977 die baskische Stadt San Sebastián.